# Margariti
Margariti (in greco Μαργαρίτι?) è un ex comune della Grecia nella periferia dell'Epiro (unità periferica della Tesprozia) con 3 032 abitanti secondo i dati del censimento 2001.
È stato soppresso a seguito della riforma amministrativa, detta Programma Callicrate, in vigore dal gennaio 2011 ed è ora compreso nel comune di Igoumenitsa.